# Жабац Пепе
Жабац Пепе је интернет мим антропоморфистичка жаба са хуманоидним тијелом. Пепе је настао 2005. у стрипу Мета Фурија под именом Boy's Club. Постао је интернет мем када је његова популарност стално расла широм Myspace-a, Gaia online и 4chan-a 2008. До 2015, постао је један од најпопуларнијих мимова који се користе на 4chan-у и Тumblr-у. Различити типови Пепеа укључују "Sad Frog", "Smug Frog", "Angry Pepe", "Feels Frog", и "You will never..." Frog. Од 2014, 'rare Pepes' су постављани на "мим маркет" као да су сакупљачке карте.

## Настанак:Boy's Club
"Моја Пепе филозофија је једноставна: 'Feels good man.' Заснована је на значењу ријечи Пепе: 'To go Pepe'. Налазим потпуну радост у физичком, емоционалном и духовном служењу Пепеу и његовим пријатељима кроз стрипове. Сваки стрип је светиња, а саосјећање мојих читалаца превазилази све разлике, бол и страх од „'доброг осјећања'."

–Matt Furie, 2015 interview with The Daily Dot
Пепеа је направио амерички умјетник и карикатуриста Мет Фури 2005. Његова употреба као интернет мем потиче из његовог стрипа Boy's Club #1. Родоначелник Boy's Club био је магазин који је Фури нацртао у Paint-u под називом Playtime, који је укључивао Пепеа као лика. Објављивао је стрипове у серијама блог постова на Myspace-у 2005.
У стрипу, Пепе се види како мокри са спуштеним панталонама до чланака а фраза "feels good man" ("добар осећај човече") је био његово образложење. Фурие је уклонио те постове када је штампано издање објављено 2006. године.

## Као мема
Пепе је коришћен у блоговима на Myspace-у већ те 2005. и постао је интерна шала на сајту Gaia Online. Године 2008, страница која садржи Пепеа и фразу је скенирана и постављена на /b/ плочу на сајту 4chan, која је била описана као "стални дом" меме.
Мим се појавио међу корисницима 4chan-а, који су прилагодили Пепеово лице и фразу како би одговарали различитим сценаријима и емоцијама, као што су меланхолија, љутња и изненађење. "Feels bad, man", тужва варијанта жапчеве фразе "feels good, man", такође је постала повезана са Пепеом. Боја је такође додата; првобитно црно-бели цртеж, Пепе је постао зелен са смеђим уснама, понекад у плавој кошуљи. "Feels Guy", или "Војак", првобитно неповезан лик који се обично користио за изражавање меланхолије, на крају је често био упарен са Пепеом у стриповима или сликама које су направили корисници.